# إنريكي كاستانيو
إنريكي كاستانيو (بالإسبانية: Enrique Castaño Cervera)‏ هو لاعب كرة قدم إسباني، ولد في 23 يناير 1993 في لاس بالماس دي غران كناريا في إسبانيا. شارك مع منتخب إسبانيا تحت 16 سنة لكرة القدم ومنتخب إسبانيا تحت 17 سنة لكرة القدم. أما مع النوادي، فقد لعب مع ريال مدريد ج ونادي ألكوركون ونادي لاس بالماس.

## وصلات خارجية
- إنريكي كاستانيو على موقع قاعدة بيانات كرة القدم.إي يو (الإنجليزية)
- إنريكي كاستانيو على موقع Soccerway.com (الإنجليزية)